# NWA 312
NWA 312 es un evento pago por visión de lucha libre profesional producido por National Wrestling Alliance. Tendrá lugar el viernes 7 de abril de 2023 en el StudioONE de Highland Park, Illinois. El nombre del evento hace referencia al código de área 312, el código de área del centro de Chicago.

## Resultados
- Pre-Show: Natalia Markova derrotó a Labrava Escobar (con CJ).(6:27)
  - Markova cubrió a Escobar después de aplicarle un «Beautiful Destruction»
  - Durante el combate, CJ interfirió a favor de Escobar.
- Pre-Show: The Country Gentlemen (AJ Cazana & Anthony Andrews) (c) derrotaron a  The SVGS (Jax Dane & Blake "Bulletproof" Troop) (con Chris Silvio, Esq.) reteniendo los Campeonatos en Parejas de los Estados Unidos de NWA.(6:15)
  - Andrews cubrió a Troop con un «Roll-Up».
  - Durante el combate, Silvio interfirió a favor de The SVGS pero fue expulsado por el árbitro.
- Pre-Show: Gaagz The Gymp derrotó a Sal the Pal en un Hair vs. Mask Strap Match.(10:37)
  - Gaagz cubrió a Sal después de aplicarle un «The Finish».
- Pre-Show: Trevor Murdoch & Mike Knox derrotaron a Daisy Kill & Talos.(6:55)
  - Murdoch cubrió a Talos después de aplicarle un «High-Low Combo» en conjunto con Knox.
- EC3 (con BLK Jeez) derrotó a Cyon (c) (con Austin Idol) por rendición ganando el Campeonato Nacional de NWA.(9:37)
  - EC3 forzó a Cyon a rendirse con un «Purpose Crossface».
- Madi & Missa Kate (c) derrotaron a Pretty Empowered (Ella Envy & Roxy) reteniendo los Campeonatos Mundiales Femeninos en Parejas de la NWA.(8:59)
  - Kate cubrió a Roxy después de aplicarle un «Spinning Kick».
- Kratos derrotó a Yabo the Clown.(6:52)
  - Kratos cubrió a Yabo después de aplicarle un «Double underhook swinging DDT».
- "Thrillbilly" Silas Mason (con Pollo del Mar) ganó el Bob Luce Memorial Battle Royal por una oportunidad al Campeonato Nacional de NWA en Crockett Cup.(19:00)
  - Silas ganó después de eliminar a Odinson
  - Los demás participantes, orden de eliminación y los que eliminaron fueron: Jordan Clearwater (Homicide), Chico Suave (Drago), Mario Pardua (Mercurio), Cody James (Mercurio), The Real Drago (Mercurio), Jackpot Dinero (Titus & Collins), Hale Collins (Legursky), Vik Dalishus (Bradley), Super Beast (Vine), Matt Vine (Mercurio), Mercurio (Titus), Rhett Titus (Legursky), Wrecking Ball Legursky (Taylor, Silas, Plunkett, Dumas, Hawx & Homicide), Alex Taylor (Bradley), Jeremiah Plunkett (Pierce), Brady Pierce (Hawx), PJ Hawx (Dumas), "Magic" Jake Dumas (con CJ) (Rush), Rush Freeman (Bradley), Jay Bradley (Rolando), Rolando Freeman (Fodder), Fodder (con Angelina Love) (Silas), Homicide (Jackson), Eric Jackson (Odinson).
  - Durante el combate, Love interfirió a favor de Fodder.
- Kenzie Paige derrotó a Max The Impaler (con Father James Mitchell) en la Final de un Torneo y ganó el inaugural Campeonato Mundial Femenino Televisivo de la NWA.(8:06)[3]
  - Paige cubrió a Max después de aplicarle un «Kenzie Cutter» sobre una silla.
  - Durante el combate, Samantha Starr & Kylie Paige interfirieron a favor de Kenzie Paige.
- Kerry Morton (c) (con Ricky Morton) derrotó a Joe Alonzo (con Jamie Stanley) y retuvo el Campeonato Mundial Peso Junior Pesado de NWA.(14:35)
  - Kerry cubrió a Alonzo después de aplicarle un «Showstopper inverted Facelock standing Elbow Drop».
- Bully Ray derrotó al Campeón Mundial Televisivo de NWA Thom Latimer por descalificación.(10:16)[4]
  - Latimer fue descalificado debido a que atacó a Ray repetidamente en la esquina.
  - El título de Latimer no estuvo en juego.
- La Rebelión (Bestia 666 & Mecha Wolf) (c) derrotaron a Magnum Muscle (Dak Draper & Mims) reteniendo los Campeonatos Mundiales en Parejas de NWA.(10:20)
  - Wolf cubrió a Mims después de aplicarle un «Flying Backcracker Powerbomb» en conjunto con Bestia 666.
  - Draper usó su oportunidad del Champions Series.
- Kamille (c) derrotó a La Rosa Negra y retuvo el Campeonato Mundial Femenino de la NWA.(13:04)
  - Kamille cubrió a Negra después de aplicarle un «Spear».
  - Rosa Negra usó su oportunidad del Champions Series.
- Tyrus (c) derrotó a Chris Adonis y retuvo el Campeonato Mundial Peso Pesado de NWA.(12:37)[5][6]
  - Tyrus ganó la lucha después de revertir un «Master Lock» en un «Roll-Up».
  - Adonis usó su oportunidad del Champion's Series.

## Torneo por el inaugural Campeonato Mundial Femenino Televisivo de la NWA
|  | Primera Ronda           | Primera Ronda           | Primera Ronda           |                  |               | Semifinales                | Semifinales                | Semifinales                |  |                 | Final                | Final                | Final                |  |
|  | Powerrr (20 de febrero) | Powerrr (20 de febrero) | Powerrr (20 de febrero) |                  |               | Powerrr (14 y 21 de marzo) | Powerrr (14 y 21 de marzo) | Powerrr (14 y 21 de marzo) |  |                 | NWA 312 (7 de abril) | NWA 312 (7 de abril) | NWA 312 (7 de abril) |  |
|  |                         |                         |                         |                  |               |                            |                            |                            |  |                 |                      |                      |                      |  |
|  |                         |                         |                         |                  |               |                            |                            |                            |  |                 |                      |                      |                      |  |
|  | Taya Valkyrie           | Taya Valkyrie           | Pin                     |                  |               |                            |                            |                            |  |                 |                      |                      |                      |  |
|  | Taya Valkyrie           | Taya Valkyrie           | Pin                     |                  |               |                            |                            |                            |  |                 |                      |                      |                      |  |
|  | Jennacide               | Jennacide               | 6:41                    |                  |               |                            |                            |                            |  |                 |                      |                      |                      |  |
|  | Jennacide               | Jennacide               | 6:41                    |                  | Taya Valkyrie | Taya Valkyrie              | 4:08                       |                            |  |                 |                      |                      |                      |  |
|  |                         |                         |                         |                  | Taya Valkyrie | Taya Valkyrie              | 4:08                       |                            |  |                 |                      |                      |                      |  |
|  |                         |                         | Max the Impaler         | Max the Impaler  | Pin           |                            |                            |                            |  |                 |                      |                      |                      |  |
|  | Natalia Markova         | Natalia Markova         | Max the Impaler         | Max the Impaler  | Pin           | 5:24                       |                            |                            |  |                 |                      |                      |                      |  |
|  | Natalia Markova         | Natalia Markova         |                         |                  |               |                            |                            |                            |  |                 |                      |                      |                      |  |
|  | Max the Impaler         | Max the Impaler         | DQ                      |                  |               |                            |                            |                            |  |                 |                      |                      |                      |  |
|  | Max the Impaler         | Max the Impaler         | DQ                      |                  |               |                            |                            |                            |  | Max the Impaler | Max the Impaler      | 8:06                 |                      |  |
|  |                         |                         |                         |                  |               |                            |                            |                            |  | Max the Impaler | Max the Impaler      | 8:06                 |                      |  |
|  |                         |                         | Kenzie Paige            | Kenzie Paige     | Pin           |                            |                            |                            |  |                 |                      |                      |                      |  |
|  | KiLynn King             | KiLynn King             | Kenzie Paige            | Kenzie Paige     | Pin           | 8:01                       |                            |                            |  |                 |                      |                      |                      |  |
|  | KiLynn King             | KiLynn King             |                         |                  |               |                            |                            |                            |  |                 |                      |                      |                      |  |
|  | Kenzie Paige            | Kenzie Paige            | Pin                     |                  |               |                            |                            |                            |  |                 |                      |                      |                      |  |
|  | Kenzie Paige            | Kenzie Paige            | Pin                     |                  | Kenzie Paige  | Kenzie Paige               | Pin                        |                            |  |                 |                      |                      |                      |  |
|  |                         |                         |                         |                  | Kenzie Paige  | Kenzie Paige               | Pin                        |                            |  |                 |                      |                      |                      |  |
|  |                         |                         | Ashley D'Amboise        | Ashley D'Amboise | 4:21          |                            |                            |                            |  |                 |                      |                      |                      |  |
|  | Ashley D'Amboise        | Ashley D'Amboise        | Ashley D'Amboise        | Ashley D'Amboise | 4:21          | 2:45                       |                            |                            |  |                 |                      |                      |                      |  |
|  | Ashley D'Amboise        | Ashley D'Amboise        |                         |                  |               |                            |                            |                            |  |                 |                      |                      |                      |  |
|  | Samantha Starr          | Samantha Starr          | Pin                     |                  |               |                            |                            |                            |  |                 |                      |                      |                      |  |
|  | Samantha Starr          | Samantha Starr          | Pin                     |                  |               |                            |                            |                            |  |                 |                      |                      |                      |  |
|  |                         |                         |                         |                  |               |                            |                            |                            |  |                 |                      |                      |                      |  |